# 제1대 요크 공작 랭글리의 에드먼드
제1대 요크 공작 랭글리의 에드먼드(Edmund of Langley, 1st Duke of York, 1341년 ~ 1402년)은 잉글랜드 왕국의 왕족으로 초대 요크 공작이다. 잉글랜드의 왕 에드워드 3세의 아들이며, 케임브리지 백작과 요크 공작위를 수여받았다. 후의 요크가의 시조가 된다. 1394년부터 95년 리처드 2세가 1차 아일랜드 원정에 출전할 때 형 존 곤트와 함께 영국 섭정을 맡았고, 1399년 5월 리처드 2세에 의해 다시 임시 섭정에 임명되었다.
1362년 케임브리지 백작이 되고, 1385년 요크 공작이 되었다. 사후 장남 에드워드에게는 요크 공작위를, 둘째 리처드에게는 케임브리지 백작위를 넘겨주었으나 맏아들 에드워드가 자녀 없이 사망하면서, 차남 리처드의 아들 리처드가 요크 공작위까지 물려받게 되었다. 
조카 헨리 4세가 쿠데타를 일으켜 리처드 2세를 몰아내자, 에드먼드는 초창기에는 헨리 4세에 저항하였으나 승산이 없음을 깨닭고 얼마 뒤 항복하였다.

## 후대의 권력투쟁
둘째 아들인 리처드가 낳은 손자 요크공 리처드는 1455년에 장미전쟁을 일으켰으나 1460년에 전투중에 사망하고 말았다. 이에 에드먼드의 증손자인 에드워드 4세는 랭커스터 가문과의 권력투쟁전에서 헨리 6세를 죽이고 요크 왕가를 창업하였다. 
그러나 에드워드 4세가 1483년에 41세라는 젊은 나이에 갑자기 사망하자, 에드먼드의 또 다른 증손자 리처드 3세는 조카(에드워드 4세)의 왕위를 찬탈하였다. 리처드 3세의 재위는 길지 못하였는데, 1485년에 튜터가의 헨리 7세와 벌인 보스워스 전투에서 패배하면서 전사하고 말았기 때문이다.

## 가계도

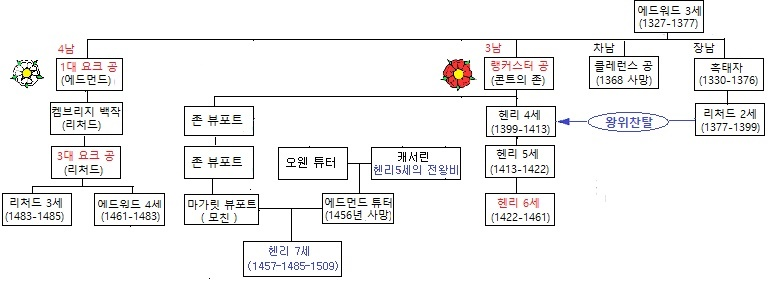
에드워드 3세의 가계도